# Chiesa di San Francesco (Alatri)
La chiesa di San Francesco è una delle chiese principali della città di Alatri e assieme al contiguo ex convento è stata la sede della comunità di frati francescani la cui presenza in città sembra risalire alla prima metà del Duecento.
Venne costruita a partire dal 1220 e terminata intorno al 1330, andando a soppiantare la vicina chiesa di San Benedetto come sede dell'ordine.

## L'esterno

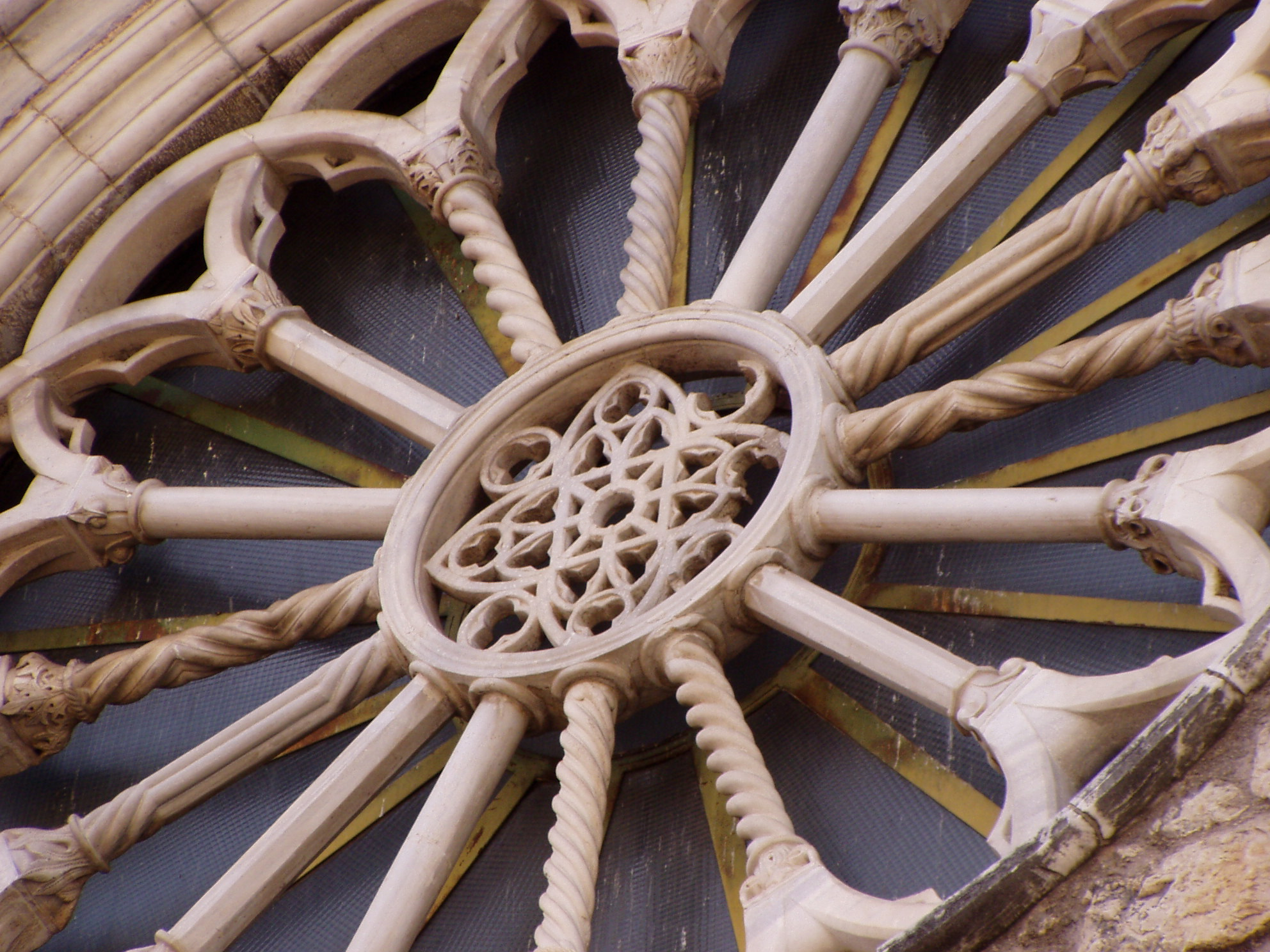
Particolare del rosone

Situata al termine di via San Francesco, tra la piazza Santa Maria Maggiore e porta San Francesco, si caratterizza all'esterno per una struttura compatta, in stile gotico; la severa facciata, a capanna, presenta un unico portale archiacuto, di piccole dimensioni, a cui si accede da un'ampia scalinata, e un grande rosone a colonnine radiali che si è mantenuto inalterato dalla sua costruzione, e che nel centro riproduce il motivo del rosone della collegiata di Santa Maria Maggiore.

## L'interno

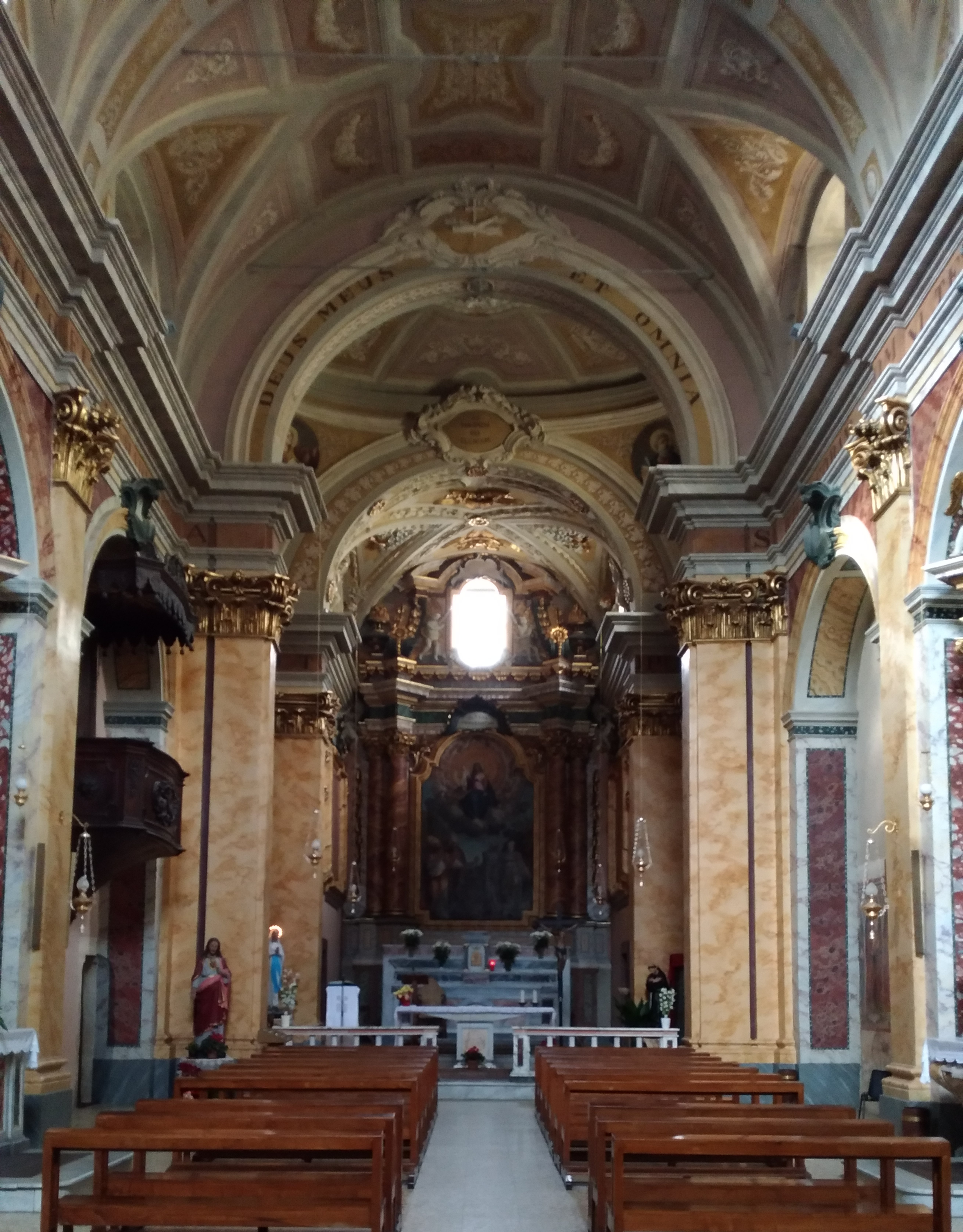
L'interno

L'interno è in un'unica navata con presbiterio rialzato; si presenta con caratteristiche tipicamente barocche, derivanti dalla ristrutturazione degli inizi del XVIII secolo, che determinò la scomparsa di molti degli affreschi prima presenti; tuttavia si sono conservate varie testimonianze pittoriche del XIV e XV secolo, come, a ridosso del portale, sotto la settecentesca cantoria lignea, una Madonna con santi della scuola del Maestro di Alvito e un San Giovanni Battista di autore ignoto. Altri affreschi sono nella parete destra: una Madonna in trono con bambino, un Santo diacono e un San Benedetto (conservato per metà), inseriti in finte arcate ogivali; a destra di queste tre figure, un San Giovanni Battista. Da segnalare poi una Deposizione di scuola napoletana del Seicento.

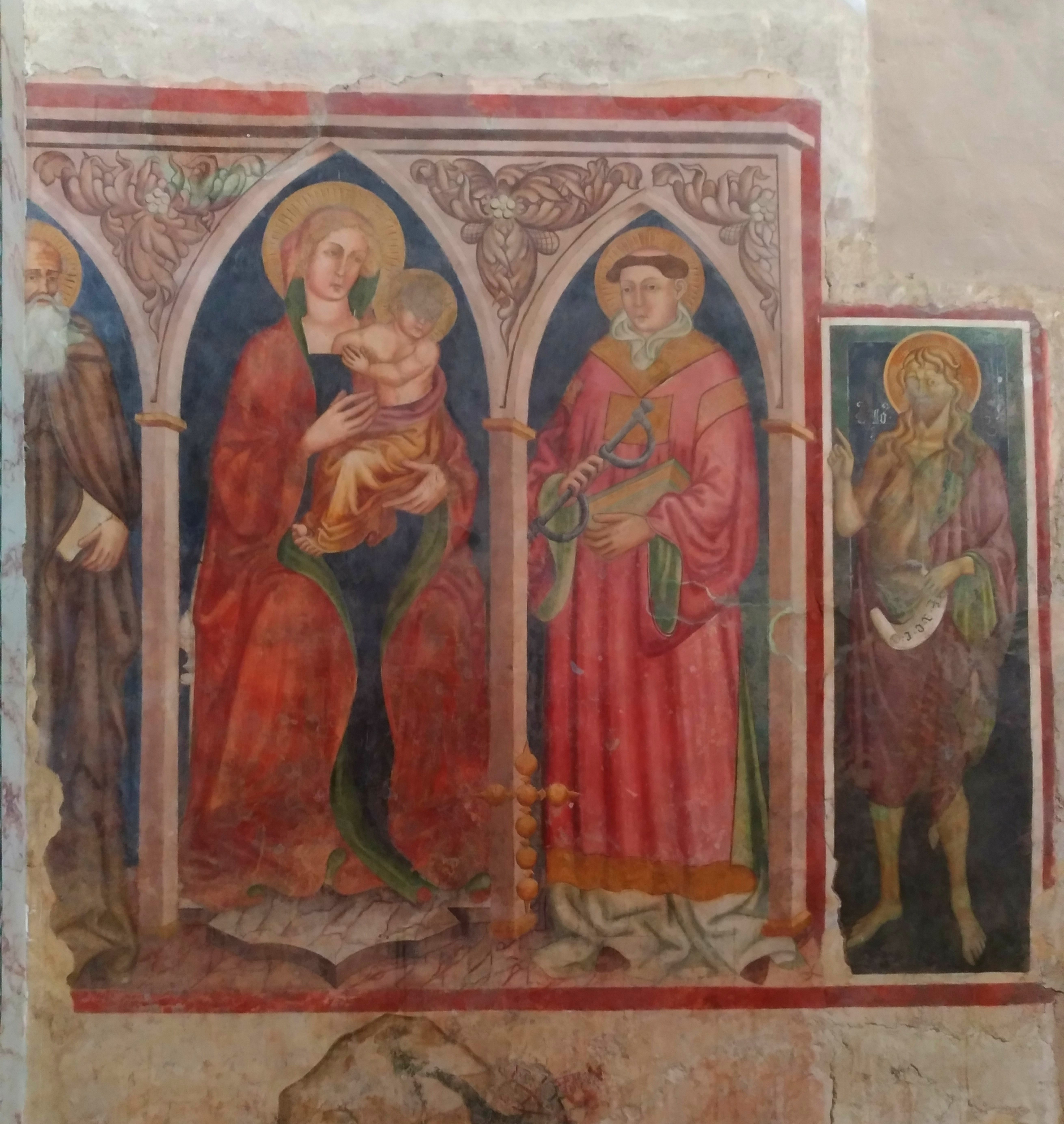
Affreschi della parete destra

Nella chiesa è inoltre conservato un mantello che sarebbe appartenuto a san Francesco d'Assisi e che sarebbe stato donato personalmente dal santo, nel 1222, ai confratelli dello scomparso monastero di Sant'Arcangelo. Benché non esistano fonti storiche certe, nel 2001 studi svolti dall'Università di Chieti per il restauro del mantello hanno determinato la datazione del medesimo al XIII secolo. Attualmente il mantello è esposto in una teca in atmosfera controllata. In precedenza si trovava in un'urna, risalente al 1689 voluta dal vescovo Ghirardelli e tuttora visibile nella chiesa.

## L'ex convento

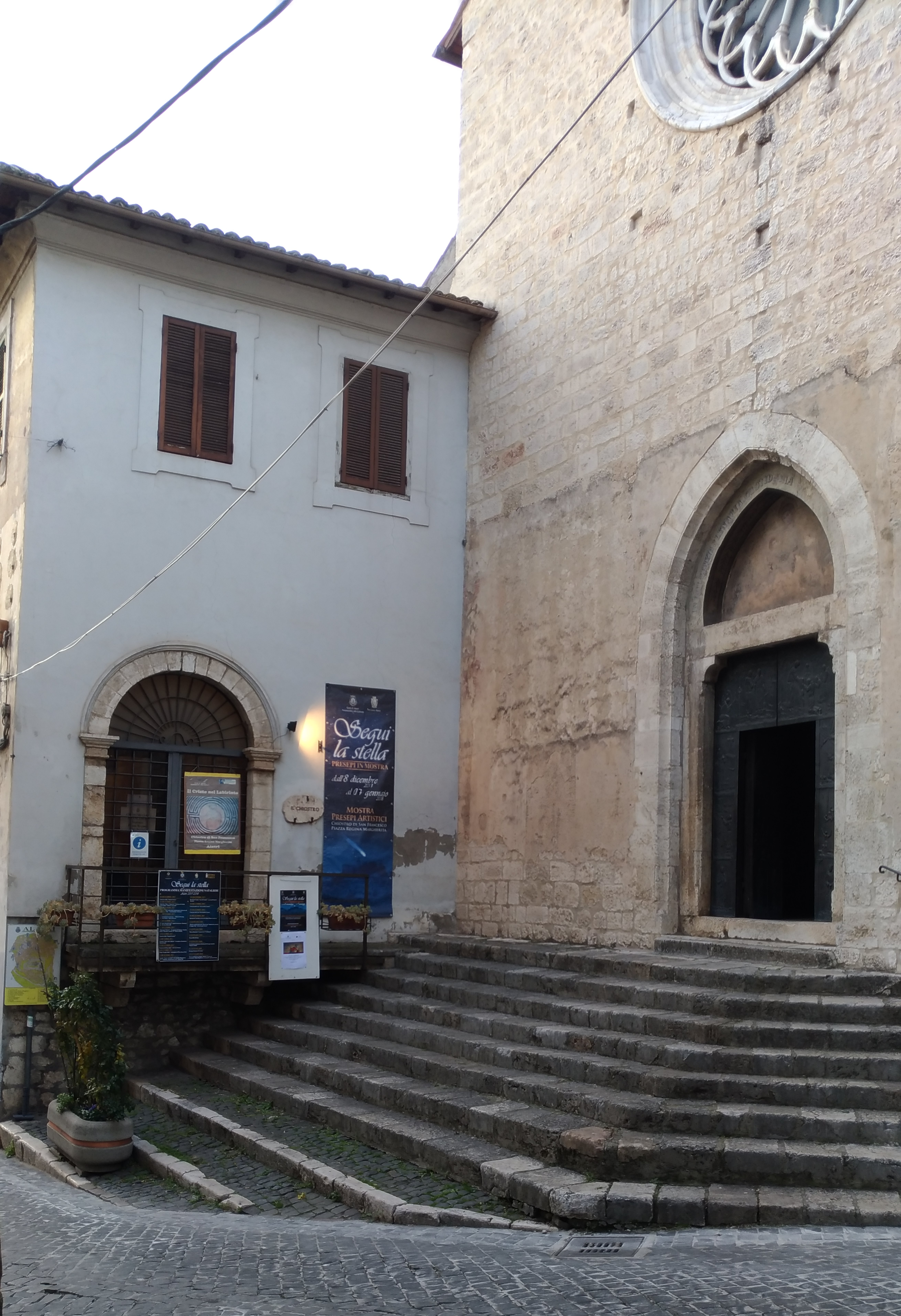
La chiesa con l'attiguo ex convento

Il contiguo convento, risalente al 1359, fu soppresso nel 1873 quando fu convertito in carcere e tale funzione mantenne fino al 1968. Attualmente, a seguito di restauro, gli ambienti al pianterreno sono adibiti a sala espositiva, nota come "il Chiostro", che ospita fra l'altro le esposizioni della Biennale d'arte contemporanea e l'esposizione permanente delle fotografie realizzate da Gianni Berengo Gardin ad Alatri nel 2000, mentre il piano superiore, già sede del tribunale di Alatri ospita diversi uffici comunali.
Il convento comprendeva anche un grande  orto-giardino che dopo la soppressione fu trasformato in una piazza alberata, Piazza Regina Margherita.
All'interno dell'antico convento, in un'angusta intercapedine attigua al chiostro si è preservato un affresco, scoperto per caso nel 1997. L'opera, in cattivo stato di conservazione, raffigura un labirinto circolare di tipo Chartres, al cui interno è raffigurato un Cristo Pantocratore. Il Cristo nel labirinto - nome con cui è noto l'affresco - viene considerato un unicum in quanto non esistono altri casi noti di raffigurazioni di un labirinto con un Cristo al centro. L'opera, databile tra il XIII ed il XIV secolo, ha suscitato notevole interesse, anche in riferimento ad altri segni presenti nella complessa architettura del convento francescano, quali le triplici cinte incise sulla scalinata d'ingresso alla chiesa e le croci patenti sulla controfacciata della medesima.

## Galleria d'immagini

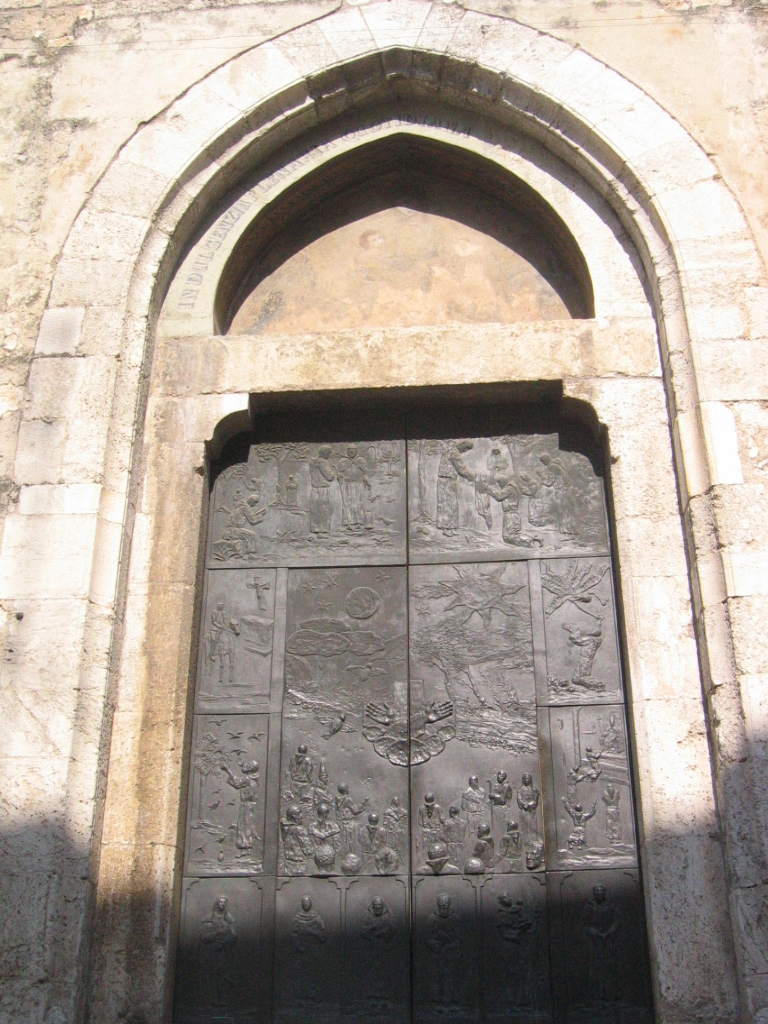
Il portale di bronzo
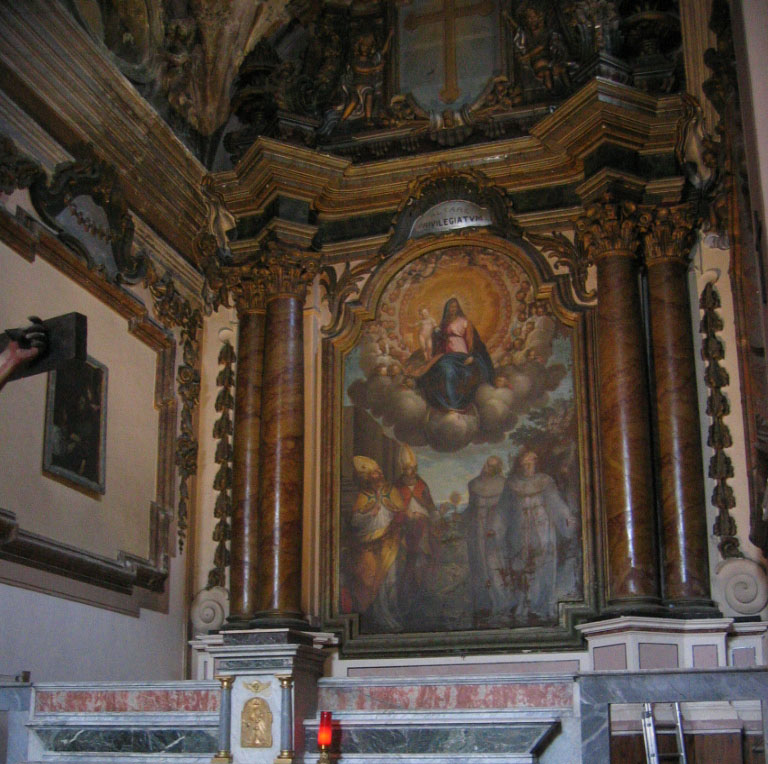
Particolare dell'interno
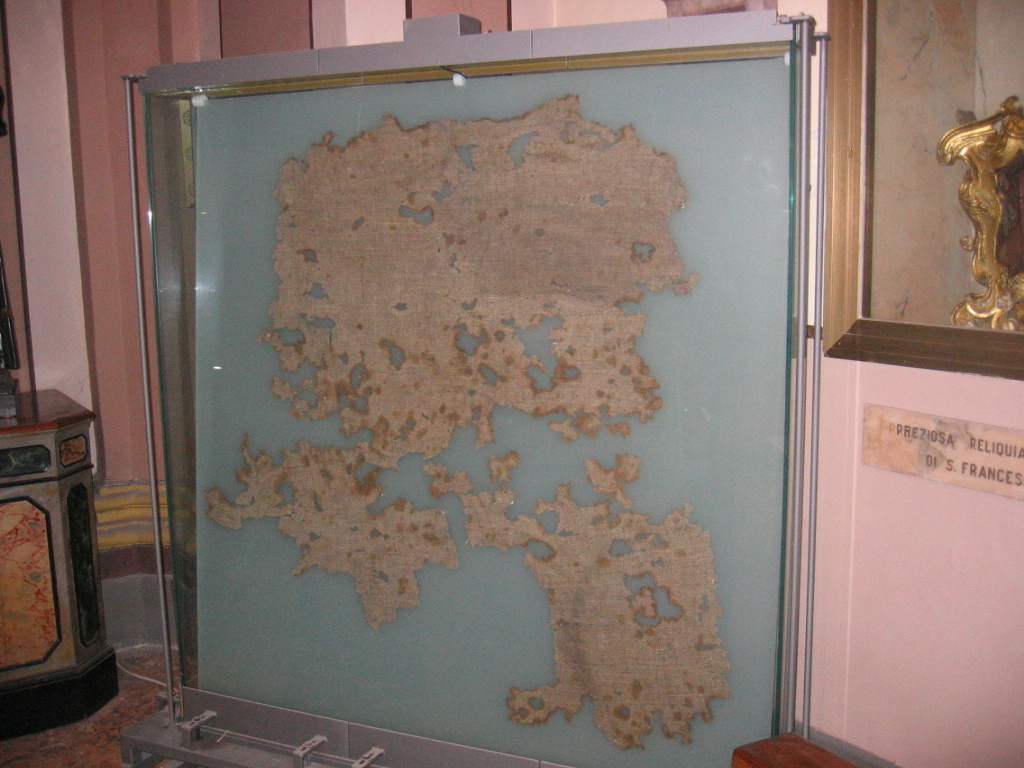
Il Mantello di San Francesco
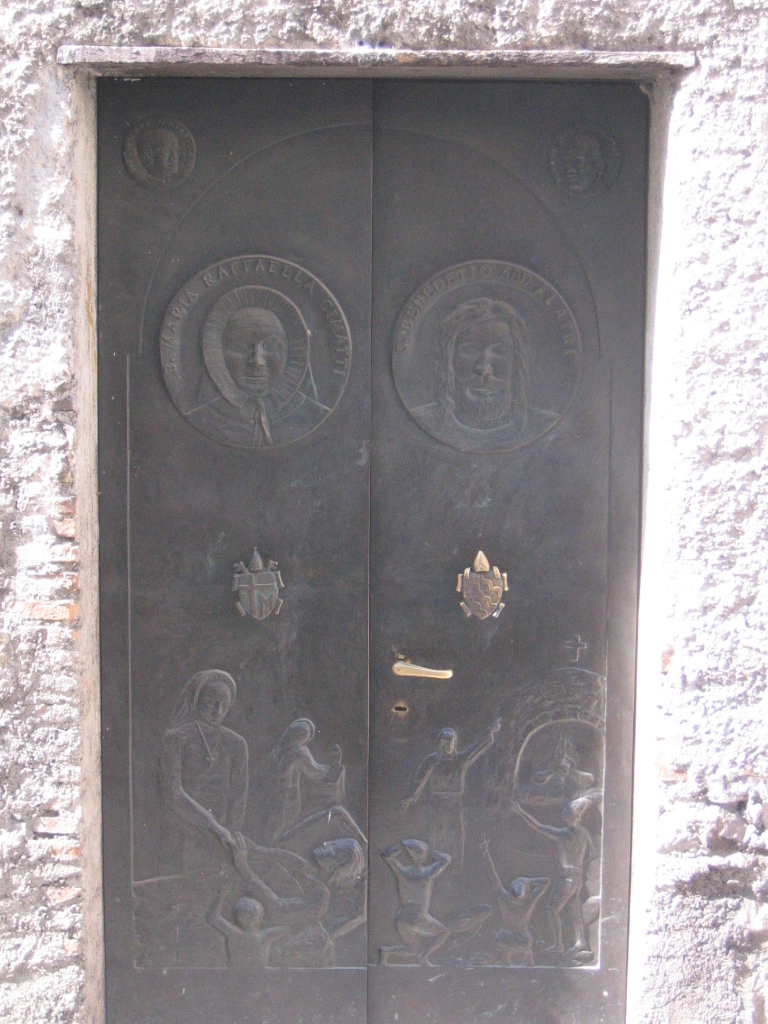
Portone posteriore
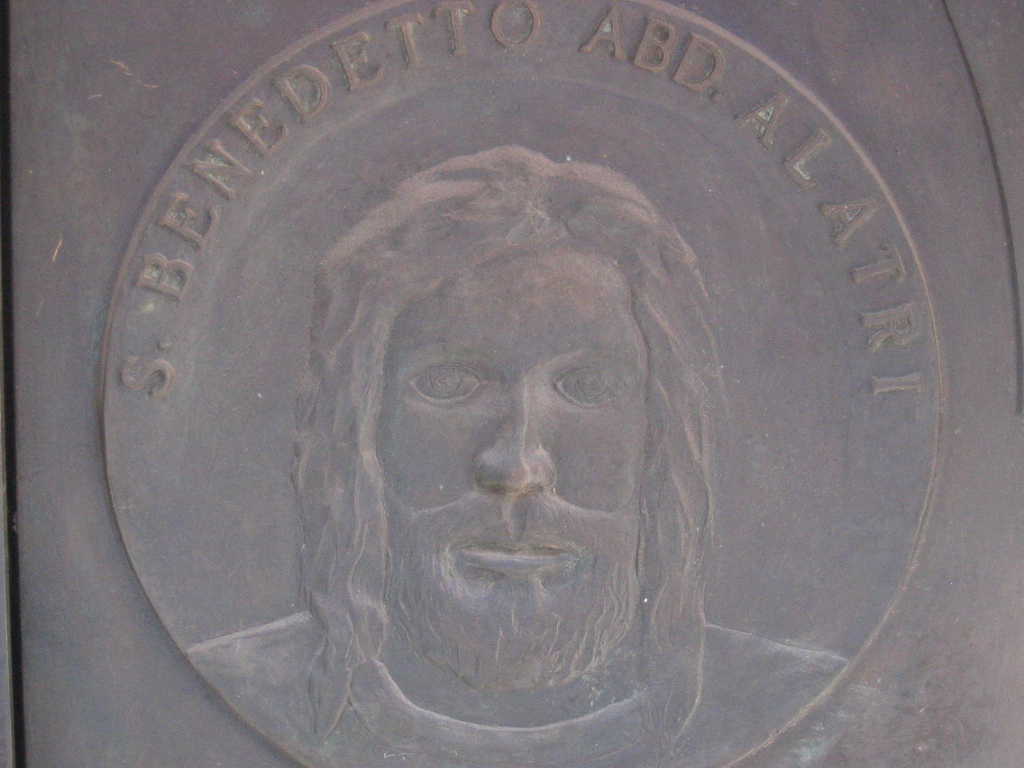
Porta posteriore (particolare)
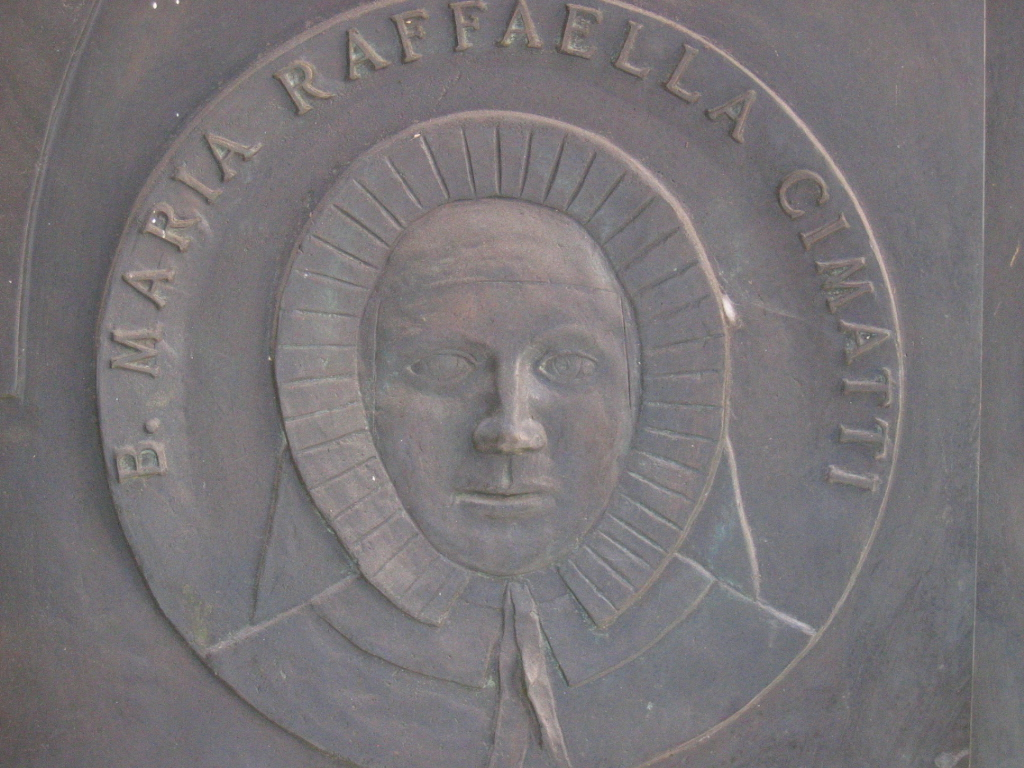
Porta posteriore (particolare)